# 이고르 부브니치
이고르 부브니치(크로아티아어: Igor Bubnjić, 1992년 7월 17일, 크로아티아 스플리트 ~ )는 센터백으로 뛰었던 크로아티아의 전 축구 선수다.